# Justin Sedlák
Justin Sedlák (Hostie, 14 gennaio 1955) è un ex cestista, allenatore di pallacanestro e dirigente sportivo cecoslovacco, dal 1993 slovacco.

## Carriera
Con la Cecoslovacchia ha disputato i Giochi olimpici di Montréal 1976 e i Campionati europei del 1981.

## Palmarès

### Giocatore
- Campionato cecoslovacco: 2

Inter Bratislava: 1978-79, 1979-80